# 努力しないで出世する方法 (映画)
『努力しないで出世する方法』（どりょくしないでしゅっせするほうほう、How to Succeed in Business Without Really Trying）は、1967年に公開されたアメリカ合衆国のミュージカルコメディ映画。1952年のシェファード・ミード著『How to Succeed in Business Without Really Trying』を原作とする、1961年の舞台『ハウ・トゥー・サクシード』の映画化である。ユナイテッド・アーティスツがプロデュース、デイヴィッド・スウィフトが監督、舞台版を振付したボブ・フォッシーが振付を担当した。
出演者はロバート・モース、ルディ・ヴァリー、ミシェル・リー、アンソニー・ティーグ、モーリーン・アーサーなど多くがブロードウェイの舞台から続投した。舞台女優であったミシェル・リーにとって本作が映画デビューとなった。当時俳優であった映画史家のロバート・オズボーンがクレジット無しで端役のオフィス従業員役に配役された。

## あらすじ
ビルの窓拭き作業員の野心的な青年J・ピアパント・フィンチ（ロバート・モース）が『How to Succeed in Business（出世する方法）』という本を購入し、その本に従い大企業で出世していく様子をコミカルに描く。ワールドワイド・ウィケット社に入社し、郵便室に勤務し始める。その後すぐにこの本の倫理的に疑問の余地があるアドバイスにより、上司を解雇または異動させて広報副部長に昇進する。
フィンチは職場の秘書であるローズマリー・ピルキントン（ミシェル・リー）と恋に落ち始める。フィンチは社長のJ・B・ビグリー（ルディ・ヴァリー）と魅力的だがおばかなヘディ・ラルー（モーリーン・アーサー）との関係に気付く。フィンチはこの情報を用いてさらに昇進する。
ビグリーのうざい甥のバド・フランプ（アンソニー・ティーグ）もこの状況に乗じてフィンチより先に昇進を目論む。しかしフィンチが取締役会長となり、次のステップとしてホワイト・ハウスを目指す。

## キャスト
※括弧内は日本語吹替（初回放送1975年12月7日『日曜洋画劇場』）
- J・ピアパント・フィンチ（愛称ポンティ）：ロバート・モース（愛川欽也）
- ローズマリー・ピルキントン：ミシェル・リー（武藤礼子）
- J・B・ビグリー社長：ルディ・ヴァリー（河村弘二）
- バド・フランプ：アンソニー・ティーグ
- ヘディ・ラルー（秘書）：モーリーン・アーサー
- バート・O・ブラット：ジョン・マイアーズ
- ルシル・クランホルツ：キャロル・ワシントン
- ミス・スミス/スミシー：ケイ・レイノルズ
- ミス・ジョーンズ：ルース・コバート
- トゥインブル/ウォリー・ウォンパー：サミー・スミス
- ガッチ：ジェフ・デベニング
- ブレンダ：ジャニス・キャロル
- タッカベリー：ロバート・Q・ルイス
- トインビー：ポール・ハートマン
- ジョンソン：ダン・トビン
- マシュウズ：ジョン・ホランド
- ジェンキンス：ジャスティン・スミス
- ベンジャミン・オヴィントン：マレイ・マセソン
- メディア・マン1：パトリック・オムーア
- 受付：ロリー・パトリック
- メディア・マン2：ウォリー・ストラウス
- 第2下級管理職：ハイ・エイヴァーバック
- 本人：ジョージ・フェンマン
- 第1下級管理職：カート・プリンチ
- 女性1：シェリア・ロジャース
- 第3下級管理職：ロバート・スウィーニー
- アメリカ合衆国大統領：イヴァン・ヴォークマン
- ダンサー：タッカー・スミス（クレジット無し）
- ガートルード・ビグリー：アン・シーモア（クレジット無し）
- ミセス・フランプ：エリン・オブライエン＝ムーア（クレジット無し）
- オフィス従業員：ロバート・オズボーン（クレジット無し）

## スタッフ
- 監督・製作・脚色：デヴィッド・スウィフト
- 脚本：エイブ・バロウズ、ジャック・ワインストック、ウィリー・ギルバート
- 原作：シェファード・ミード
- 撮影：バーネット・ガフィ
- 衣装：ミシェリーヌ
- 振付：デール・モレダ
- 楽曲：フランク・レッサー
- 音楽：ネルソン・リドル

## 製作
映画化権に100万ドル、その他の費用に250万ドルを費やし、ミュージカル版とストレートプレイ版の双方が検討された。フィンチの役柄は舞台版のままでは斬新過ぎて映画の観客に好まれないことが懸念され、やや改訂された。
ローズマリーの全ソロ曲を含む舞台版の多くの楽曲が映画版ではカットされた。その代わり、「"I Believe in You"」をソロで歌うこととなった。
1960年から2019年までニューヨークのパーク・アベニュー270番地に建っていたユニオン・カーバイド・ビルディング（のちのJPモーガン・チェイス・タワー）が映画版のワールドワイド・ウィケット本社の外観として、上司が到着する前にコーヒーカップを準備するため、昇進を狙って徹夜して眠り込んでいる振りをするために急いでビルに入るシーンなどで使用された。
ロバート・モースやルディ・ヴァリーを含む複数の俳優が舞台版から再演した。ディック・ヴァン・ダイクがフィンチ役に検討されたが、役柄より年齢が高いことを危惧して断った。

## ホームメディア
テレビ放送
1972年11月25日、『NBC Saturday Night at the Movies』でテレビ初放送された。
DVD
2003年4月1日、MGMホームビデオからリージョン1DVDがリリースされ、シンプリー・メディアからリージョン2DVDがリリースされた。
Blu-ray
2017年3月14日、トワイライト・タイムからリージョンAブルーレイがリリースされた。